# Memoria (chanson)
Pour les articles homonymes, voir Memoria.
Singles de Indochine
Un ange à ma table
(2010) College Boy
(2013)
Pistes de Black City Parade
College Boy Le fond de l'air est rouge
Memoria est une chanson du groupe de musique français Indochine. Elle figure sur leur douzième album studio Black City Parade, et est sortie en tant que single le 15 novembre 2012. La chanson est écrite par Olivier Gérard et par Nicola Sirkis. Le single entre à la 12e place en France la semaine du lundi 12 novembre 2012.

## Clip
Dévoilé le 10 décembre 2012, sur le site de partage vidéo YouTube, il met en scène le chanteur Nicola Sirkis conduisant une voiture, en pleine nuit, dans la ville de Berlin.

## Liste des pistes
Promo - Digital Jive / Epic 
1. Memoria - 4:57

## Classement par pays
| Classement (2012) | Meilleure position |
| ----------------- | ------------------ |
| France (SNEP)     | 13                 |